# Jules Rambaut
Jules Rambaut (Reims, 6 aprile 1998) è un cestista francese.